# Xã hội học y học

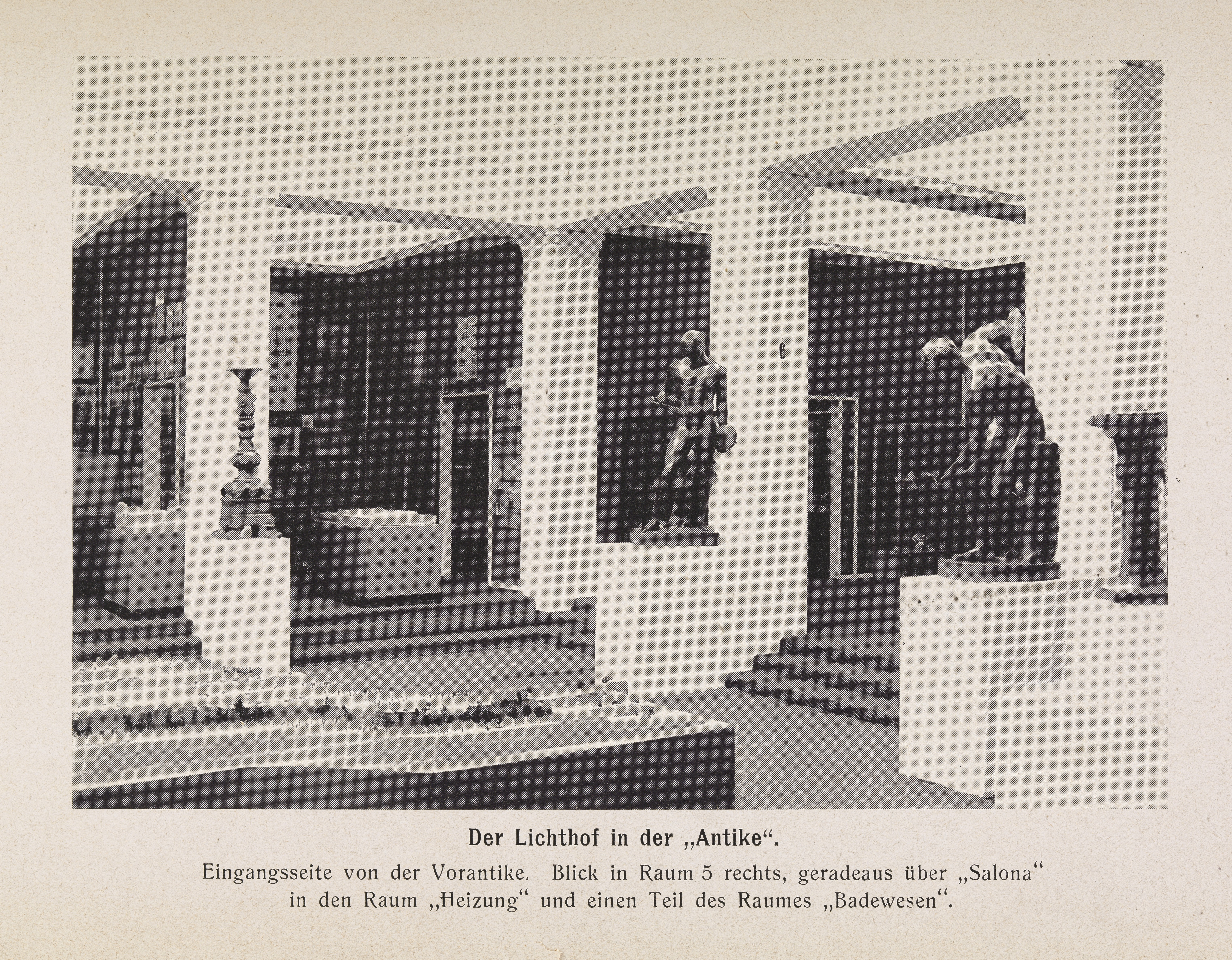
Der Lichthof in der "Antike" Wellcome L0074150

Xã hội học y học hay y xã hội học là việc phân tích khía cạnh xã hội học của các tổ chức và tổ chức y tế; việc sản xuất kiến thức và lựa chọn các phương pháp, hành động và tương tác của các chuyên gia chăm sóc sức khỏe và tác động về mặt xã hội hoặc văn hóa (thay vì lâm sàng hoặc cơ thể) của việc thực hành y tế. Bộ môn này thường tương tác với xã hội học về tri thức, nghiên cứu khoa học và công nghệ, và nhận thức luận xã hội. Các nhà xã hội học y học cũng quan tâm đến những kinh nghiệm định tính của bệnh nhân, thường làm việc tại các ranh giới của y tế công cộng, công tác xã hội, nhân khẩu học và ngành nghiên cứu tuổi già để khám phá các hiện tượng tại giao điểm của khoa học xã hội và lâm sàng. Sự khác biệt về sức khỏe thường liên quan đến các loại điển hình như giai cấp và chủng tộc. Các phát hiện nghiên cứu xã hội học khách quan nhanh chóng trở thành một vấn đề chính trị và tiêu chuẩn hóa.
Các nghiên cứu đầu tiên của xã hội học y học được tiến hành bởi Lawrence J Henderson, người có quan tâm về mặt lý thuyết đối với công việc của Vilfredo Pareto, mà đã truyền cảm hứng cho để Talcott Parsons quan tâm hơn đến lý thuyết hệ thống xã hội học. Parsons là một trong những người cha sáng lập của xã hội học y học, và áp dụng lý thuyết vai trò xã hội cho các mối quan hệ tương tác giữa người bệnh và những người khác. Những người đóng góp chính cho xã hội học y học từ những năm 1950 bao gồm Howard S. Becker, Mike Bury, Peter Conrad, Jack Douglas, David Silverman, Phil Strong, Bernice Pescosolido, Carl May, Anne Rogers, Anselm Strauss, Renee Fox và Joseph W. Schneider.